# 銀花鱸魚
銀花鱸魚又名條紋狼鱸 （学名：Morone saxatilis），大陆又称条纹鲈，原產於大西洋，是馬里蘭州、羅德島州、南卡羅萊納州、以及紐約州的州代表魚。今日它已經被引進太平洋海域。

## 名稱
銀花鱸魚的英語俗稱為「Striped Bass」或簡稱「Striper」。

## 外觀以及生活習性

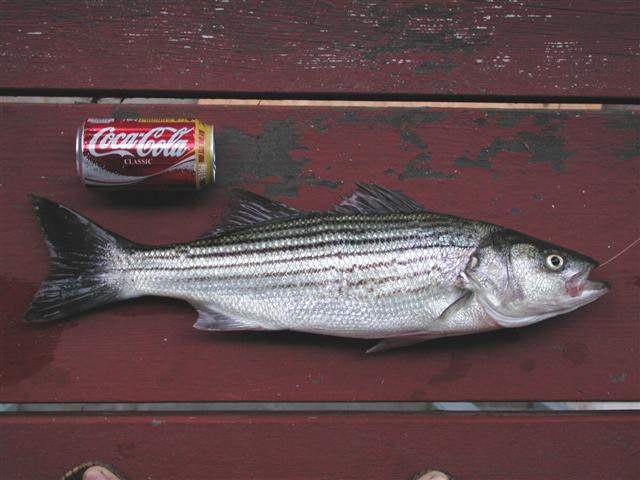
在加州阿拉米達附近釣到的一尾銀花鱸魚

本魚體側扁而延長，口大而斜裂，吻端位，下頷稍長於上頷，上下頷、鋤骨皆有許多細小的齒，背鰭2個，第一背鰭硬棘9枚，第二背鰭硬棘1枚，軟條12-14枚，臀鰭軟條9-11枚。體背部暗綠色，體背側灰白色，腹側及腹部為銀白色，體側胸鰭以下有7-8條暗色條紋，從魚鰓延伸至尾部，體長可達2公尺。最大紀錄的銀花鱸魚長達6.6英呎（200厘米），最重的紀錄則是125鎊（57公斤）。銀花鱸魚的壽命估計為30年。
銀花鱸魚生活在海洋鹹水內，但是會進入淡水產卵。它們是夜出動物，在晚上特別活躍；在它們的棲息地附近，寧靜的深夜經常傳來拍擊水面的聲響。屬肉食性魚類，以小魚及甲殼類等為食，繁殖期在秋冬季。

## 產地
銀花鱸魚原產於北美洲的大西洋海域，從加拿大聖勞倫斯河到路易斯安那州都有他們的蹤跡。
布什總統於2007年10月20日簽署行政命令指定銀花鱸魚為「受保護的休閒魚種」，在聯邦水域內捕獲的銀花鱸魚不得被商業出售。

## 釣取銀花鱸魚

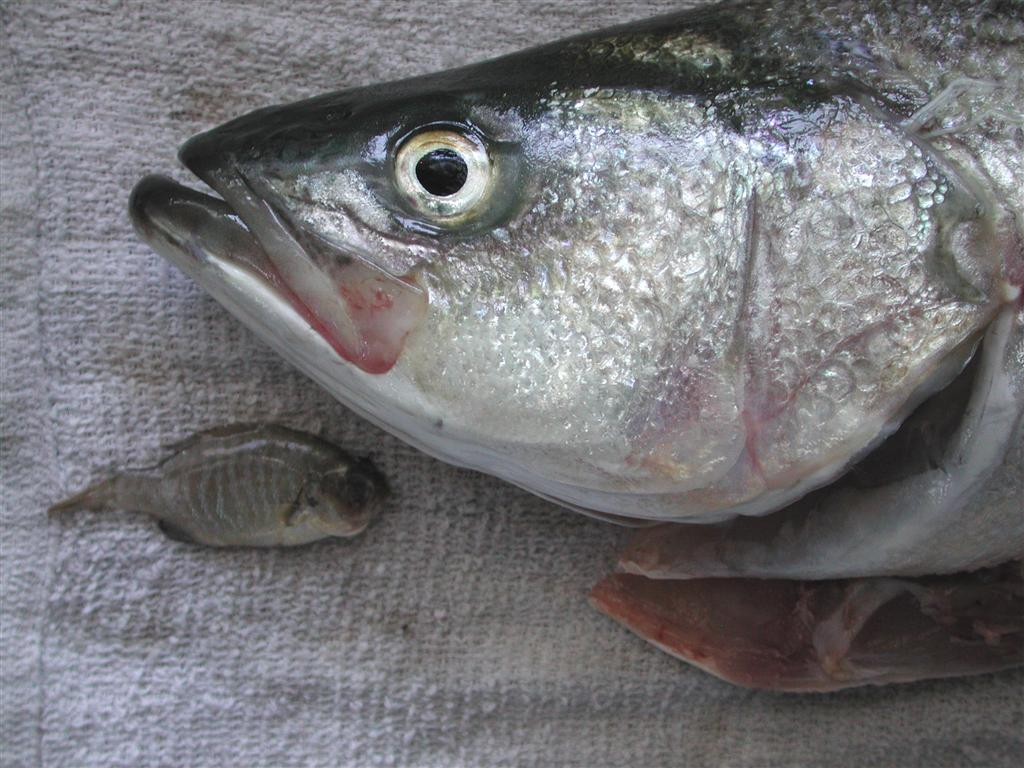
從銀花鱸魚胃中取出的殘餘物說明它的食物包括小魚

銀花鱸魚因體型大，肉質細，使它受到釣魚人的歡迎，也因此被引進美國許多水域，包括水庫、河流、以及太平洋。作為釣魚人追求的目標，銀花鱸魚有巨大的經濟價值。釣取方法包括漁船拖釣、磯釣、以及灘釣。有效的誘餌包括活小魚、紅蟲、草蝦。

## 經濟利用
為重要的食用魚及養殖魚類，適合各種烹飪方式食用。